# 越中島
越中島（えっちゅうじま）は、東京都江東区の地名。現行行政地名は越中島一丁目から越中島三丁目。住居表示実施済区域。

## 地理
江東区西部に位置し、深川地域に属する。北で大横川を渡って永代、北東で牡丹・古石場、南東で塩浜、南で豊洲、西の晴海運河中洲上で中央区佃、隅田川越しに中央区新川と接する。清澄通りから北に一丁目、南に二・三丁目が置かれている。

## 歴史

### 地名の由来
江戸時代初期に、大川（現・隅田川）河口の中洲地帯に旗本榊原越中守照清の屋敷があったため、俗に中州が「越中島」と呼ばれていたことによると考えられている。

### 講武所
1858年から1866年のあいだ、幕府が設けた武術修練所である講武所の付属施設、銃隊調練場と水泳道場があった。

## 世帯数と人口
2023年（令和5年）1月1日現在（東京都発表）の世帯数と人口は以下の通りである。
| 丁目         | 世帯数    | 人口    |
| ------------ | --------- | ------- |
| 越中島一丁目 | 992世帯   | 2,046人 |
| 越中島二丁目 | 915世帯   | 1,862人 |
| 越中島三丁目 | 1,448世帯 | 3,117人 |
| 計           | 3,355世帯 | 7,025人 |

### 人口の変遷
国勢調査による人口の推移。
| 年                 | 人口  |
| ------------------ | ----- |
| 1995年（平成7年）  | 7,499 |
| 2000年（平成12年） | 7,585 |
| 2005年（平成17年） | 7,138 |
| 2010年（平成22年） | 6,710 |
| 2015年（平成27年） | 6,516 |
| 2020年（令和2年）  | 7,427 |

### 世帯数の変遷
国勢調査による世帯数の推移。
| 年                 | 世帯数 |
| ------------------ | ------ |
| 1995年（平成7年）  | 2,846  |
| 2000年（平成12年） | 3,042  |
| 2005年（平成17年） | 2,964  |
| 2010年（平成22年） | 2,900  |
| 2015年（平成27年） | 2,830  |
| 2020年（令和2年）  | 3,421  |

## 学区
区立小・中学校に通う場合、学区は以下の通りとなる（2023年4月時点）。
| 丁目         | 番地           | 小学校               | 中学校                 |
| ------------ | -------------- | -------------------- | ---------------------- |
| 越中島一丁目 | 全域           | 江東区立臨海小学校   | 江東区立深川第三中学校 |
| 越中島二丁目 | 下記番地を除く | 江東区立臨海小学校   | 江東区立深川第三中学校 |
| 越中島二丁目 | 1番32号        | 江東区立越中島小学校 | 江東区立深川第三中学校 |
| 越中島三丁目 | 全域           | 江東区立越中島小学校 | 江東区立深川第三中学校 |

## 交通
- JR京葉線越中島駅
- 都営バス海01・門19・門33 越中島停留所
- 都営バス海01・門19 東京海洋大学越中島校舎停留所、都立三商停留所
- 東京都公園協会東京水辺ライン 越中島発着場
- 清澄通り
- 越中島通り

## 事業所
2021年（令和3年）現在の経済センサス調査による事業所数と従業員数は以下の通りである。
| 丁目         | 事業所数  | 従業員数 |
| ------------ | --------- | -------- |
| 越中島一丁目 | 63事業所  | 1,425人  |
| 越中島二丁目 | 69事業所  | 1,936人  |
| 越中島三丁目 | 44事業所  | 1,872人  |
| 計           | 176事業所 | 5,233人  |

### 事業者数の変遷
経済センサスによる事業所数の推移。
| 年                 | 事業者数 |
| ------------------ | -------- |
| 2016年（平成28年） | 149      |
| 2021年（令和3年）  | 176      |

### 従業員数の変遷
経済センサスによる従業員数の推移。
| 年                 | 従業員数 |
| ------------------ | -------- |
| 2016年（平成28年） | 5,127    |
| 2021年（令和3年）  | 5,233    |

## 施設・企業

### 一丁目
- 越中島プール
- 深川スポーツセンター
- ヤマタネ
- 越中島公園
- 越中島一丁目児童遊園
- 江東区立中の島公園

### 二丁目
- 東京海洋大学海洋工学部 - 旧：東京商船大学
  - 明治丸（重要文化財）
- スポーツニッポン東京本社
- 東京スポーツ新聞社
- 東日印刷
- 調練橋公園
- 相生橋

### 三丁目
- 江東区立越中島小学校
- 江東区立深川第三中学校
- 東京都立第三商業高等学校
- 福山通運
- 清水建設研究所
- 豊洲橋

### かつて存在した施設・企業
- 防衛庁（旧警察予備隊・保安隊、現防衛省、越中島駐屯地）本部・付属組織・総隊総監部（司令部、現在の東京海洋大学越中島キャンパス内の越中島会館）・第一管区隊（現在の陸上自衛隊第一師団）などが置かれ、1951年（昭和26年）には警察予備隊発足後初の観閲式が行われた。1960年（昭和35年）1月25日閉鎖。）
- オーチス・エレベータサービス - 日本市場から撤退したシンドラーエレベータのメンテナンスを承継。同社が退去した後に入居。2017年8月に当時の文京区の日本オーチス・エレベータの本社内に移転し、2018年6月1日に同社に吸収合併。

## その他

### 日本郵便
- 郵便番号 : 135-0044[3]（集配局 : 深川郵便局[17]）。